# Скрипицына, Раиса Ивановна
Раиса Ивановна Скрипицына (род. 15 марта 1942 года) — депутат Государственной Думы I созыва.

## Краткая биография
Раиса Ивановна родилась 15 марта 1942 года в деревне Садовище Куйбышевского района Смоленской области.
Окончила Высшую профсоюзную школу культуры.
В декабре 1993 года была избрана депутатом Государственной Думы первого созыва. Была членом фракции Женщины России, входила в состав комитета по делам женщин, семьи и молодежи.
В 1994 году заняла должность вице-мэра города Обнинск.